# 贖罪寄付
贖罪寄付（しょくざいきふ）とは、刑事被告人・被疑者が贖罪のために行う寄付である。事故に至らない交通事犯、脱税事犯、薬物事犯など、いわゆる被害者なき犯罪を犯したり、被害者と示談が出来ない事情がある犯罪者が、反省と贖罪の気持ちを表明するために、公益活動をしている団体などに寄付をするものである。
贖罪寄付をした場合、被告人に有利な情状として量刑に斟酌される場合もあるし、検察官が起訴猶予処分の可否を判断する際の一資料ともなりうる。寄付対象の団体には、弁護士会、法テラスなどの司法関係団体が多い。